# Air Transport International
ATI-Air Transport International, Inc. è una compagnia aerea cargo con sede a Wilmington, Ohio, Stati Uniti. Opera in tutto il mondo voli charter cargo e combi per l'industria dei pacchi espressi e spedizionieri, nonché per il Dipartimento della Difesa degli Stati Uniti. Inoltre, noleggia aeromobili ad altre compagnie. Il suo cliente principale è Amazon Air, per la quale opera una ventina di aeromobili. La sua base principale è Wilmington. Fa parte dell'Air Transport Services Group (NASDAQ: ATSG).

## Storia
La compagnia aerea venne fondata nel 1978 quale sussidiaria di Air Traffic Service Corp. e iniziò ad operare nell'anno successivo con pochi Convair 580 tutto-merci. Era denominata US Airways ma nel 1980 mutò nome in Interstate Airlines. Si cimentò anche con pochi collegamenti regolari con macchine di maggiori dimensioni quali Lockheed L.188, Boeing 727 e Douglas DC 8 ma nel settembre 1988 cessò ogni attività.
Fu subito acquistata da ATI che era stata fondata nel 1985 ed aveva iniziato voli charter merci poco prima, nel luglio 1988. Poi ATI si addentrò anche nel settore passeggeri, un ambito comunque ritenuto margoinale nell'insieme delle attività.
Il 1º ottobre 1994, ICX-International Cargo Express, fondata nel 1989 e anch'essa attiva nel campo dei charter merci, confluì in ATI, che era stata acquisita dalla Brink's Company (ovvero Burlington Air Express) nel febbraio 1998. La società fu venduta nel 2006 a Cargo Holdings International (CHI). Il 2 novembre 2007 questa stipulava un memorandum per essere acquistata da ABX Holdings, Inc. con sede nell'Ohio.
Cargo Aircraft Management è stato il cliente principale per il programma di conversione dei Boeing 767. La consegna di questi velivoli, completamente modernizzati ed efficienti in termini di consumo di carburante, era prevista per giugno 2008. Nel marzo 2013, il similare vettore merci Capital Cargo International Airlines si fuse all'interno di ATI.
ATI gestisce voli charter militari per lo United States Transportation Command ed è tra i fornitori principali di Amazon.

## Flotta

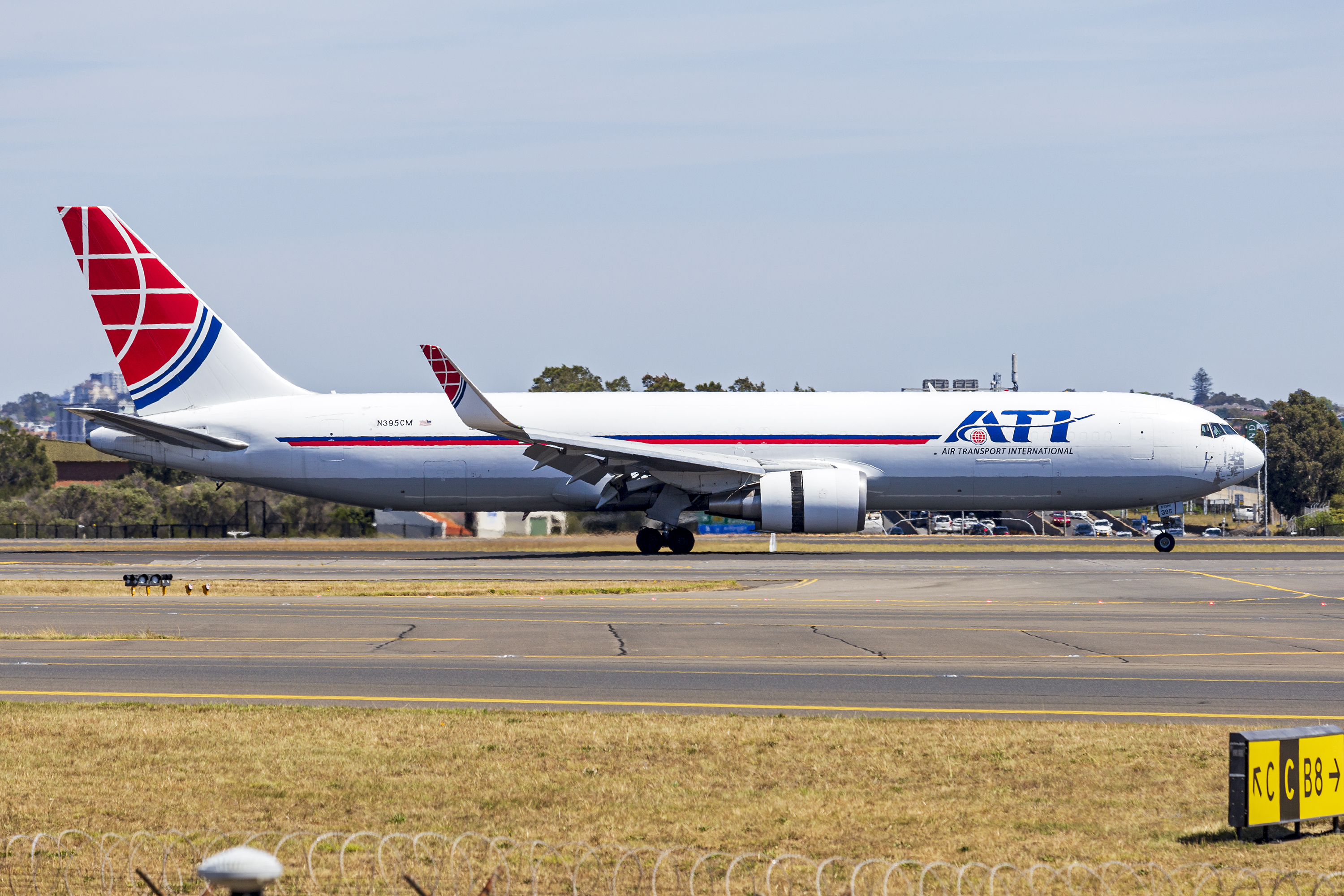
Uno dei Boeing 767-300ER.

A maggio 2023 la flotta di Air Transport International è così composta:

## Incidenti
- Il 15 febbraio 1992, il volo Air Transport International 805, un Douglas DC-8-63F, si schiantò durante un secondo tentativo di riattaccata all'aeroporto Toledo Express, provocando la morte di tutte e quattro le persone a bordo. Il National Transportation Safety Board (NTSB) stabilì che l'incidente era stato causato da un errore del pilota dovuto al mancato mantenimento del controllo dell'aereo.[10]
- Il 16 febbraio 1995, il volo Air Transport International 782, operato da un Douglas DC-8-63F con un motore non funzionante, era un volo di riposizionamento dall'aeroporto Internazionale di Kansas City, nel Missouri, all'aeroporto metropolitano di Westover a Springfield, nel Massachusetts, in vista delle riparazioni a un propulsore. I piloti ne persero il controllo direzionale durante il decollo da Kansas City, uscirono di pista e si schiantarono. Tutti e tre i membri dell'equipaggio di volo, gli unici occupanti a bordo, rimasero uccisi.[11]